# Heinrich Jordis von Lohausen
Pour les articles homonymes, voir Jordis.
Le baron Heinrich Jordis von Lohausen, né le 6 janvier 1907 à Klagenfurt et mort le 31 août 2002 à Graz, est un général autrichien ayant servi dans l'armée autrichienne puis dans la Wehrmacht sous le commandement du maréchal Erwin Rommel après l'Anschluss, et de nouveau dans l’armée autrichienne à la fin de la Seconde Guerre mondiale. C'est un spécialiste de géopolitique.

## Biographie
D'une famille d'officiers de cavalerie de l'armée impériale et royale austro-hongroise, Heinrich Jordis von Lohausen est le fils d'August Freiherr Jordis von Lohausen, officier de l'armée austro-hongroise,, et d'Amelie von Meyern-Hohenberg.
Il suivit des études de droit à l'Université de Graz et se tourne vers une carrière militaire. Capitaine en 1938, son unité est intégré dans la Wehrmacht à la suite de l'Anschluss. Major, il prend part aux campagnes de Pologne, de France et de Libye. Il commande un régiment en Russie en 1942. Il devient officier de liaison de Rommel auprès de la division Ariete italienne. En 1943, il est nommé attaché militaire à Rome.
Jordis von Lohausen devient collaborateur de la radio de Brême en Allemagne de l'ouest en 1947 et crée des émissions culturelles.
En 1955, il participe à la naissance de la nouvelle armée autrichienne et intègre le Ministère fédéral de la Défense. Il est nommé attaché militaire d'Autriche à Londres et à Paris.
Son fils, Alexander Jordis-Lohausen, banquier, écrivain et critique musical, est l'époux de Christine de Foucaucourt.

## Théories
Il est partisan de la constitution d'un empire européen conservateur et indépendant. Selon Lohausen, le sens et le rapport à l'espace, les peuples et leurs besoins ainsi que leur passions, sont des moteurs de l'histoire du monde qu'aucune religion ou idéologie ne peuvent arrêter. Ce sont des constantes qui échappent aux pouvoirs du mondialisme et des droits de l'homme. Pour Lohausen, l'Europe puissance passe par la réunion de la grande communauté de peuples européens au sein d'un espace continental allant de "Cadix à Vladivostok", il s'agit donc de construire une "Europe grand-eurasienne". Cette Europe puissance serait rendue d'autant plus indispensable qu'un Islam pousse sa population hors de ses territoires surpeuplés vers l'Europe, que celle-ci doit faire face à la concurrence économique des peuples d'extrême-orient et qu'enfin elle devrait contrecarrer les États-Unis qui aliènent culturellement, rackettent économiquement et vassalisent politiquement l'Europe. Il était opposé à la reconnaissance de la ligne Oder-Neisse, qui entrait, selon lui, en contradiction avec ses objectifs pour l'Europe.

## Publications
- Die Strategie der Entspannung, R + S- Verl., 1973.
- Ein Schritt zum Atlantik, Osterr. Landsmannschaft, 1973.
- Russlands Kampf um Afrika (1975)
- (de) Heinrich Jordis von Lohausen, Les Empires et la puissance : la géopolitique aujourd'hui [« Mut zur Macht: Denken in Kontinenten »], 1996 (1re éd. 1979), 321 p. (lire en ligne) [7]
- Strategie des Überlebens (1981)
- Zur Lage der Nation, Sinus-Verlag, 1982,  (ISBN 978-3-88289-204-8)
- Reiten für Russland: Gespräche Im Sattel, Stocker, 1998,  (ISBN 978-3-7020-0831-4)
- Denken in Völkern: Die Kraft von Sprache und Raum in der Kultur- und Weltgeschichte (2001),  (ISBN 978-3-7020-0918-2)